# Zöldes bozóttangara
A zöldes bozóttangara (Chlorospingus inornatus)  a madarak osztályának verébalakúak (Passeriformes) rendjébe és a verébsármányfélék (Passerellidae) családjába tartozó faj.

## Rendszerezés
Besorolása vitatott, egyes rendszerezők a sármányfélék (Emberizidae) családjába sorolják a nemet.

## Előfordulása
Panama délkeleti részén honos. A természetes élőhelye szubtrópusi és trópusi hegyi esőerdők és bokrosok.

## Megjelenése
Átlagos testhossza 15 centiméter, testtömege 20-36 gramm.